# 格拉斯哥Haskell编译器
格拉斯哥Haskell编译器（英語：Glasgow Haskell Compiler），缩写GHC，是函数式编程语言Haskell的一个开源的本地代码编译器。它为Haskell代码的编写和测试提供了一个跨平台的环境，支持大量的扩展、库和优化以简化代码的生成和执行过程，是最常用的Haskell编译器。GHC的主要开发者是Simon Peyton Jones和Simon Marlow。1989年，格拉斯哥大学的Kevin Hammond用LML（Lazy ML）编写出原型，GHC因此得名。
GHC本身是用Haskell写的，但是Haskell的运行时系统是用C和C--写的。